# Onze-Lieve-Vrouwekerk (Vaux-sous-Chèvremont)

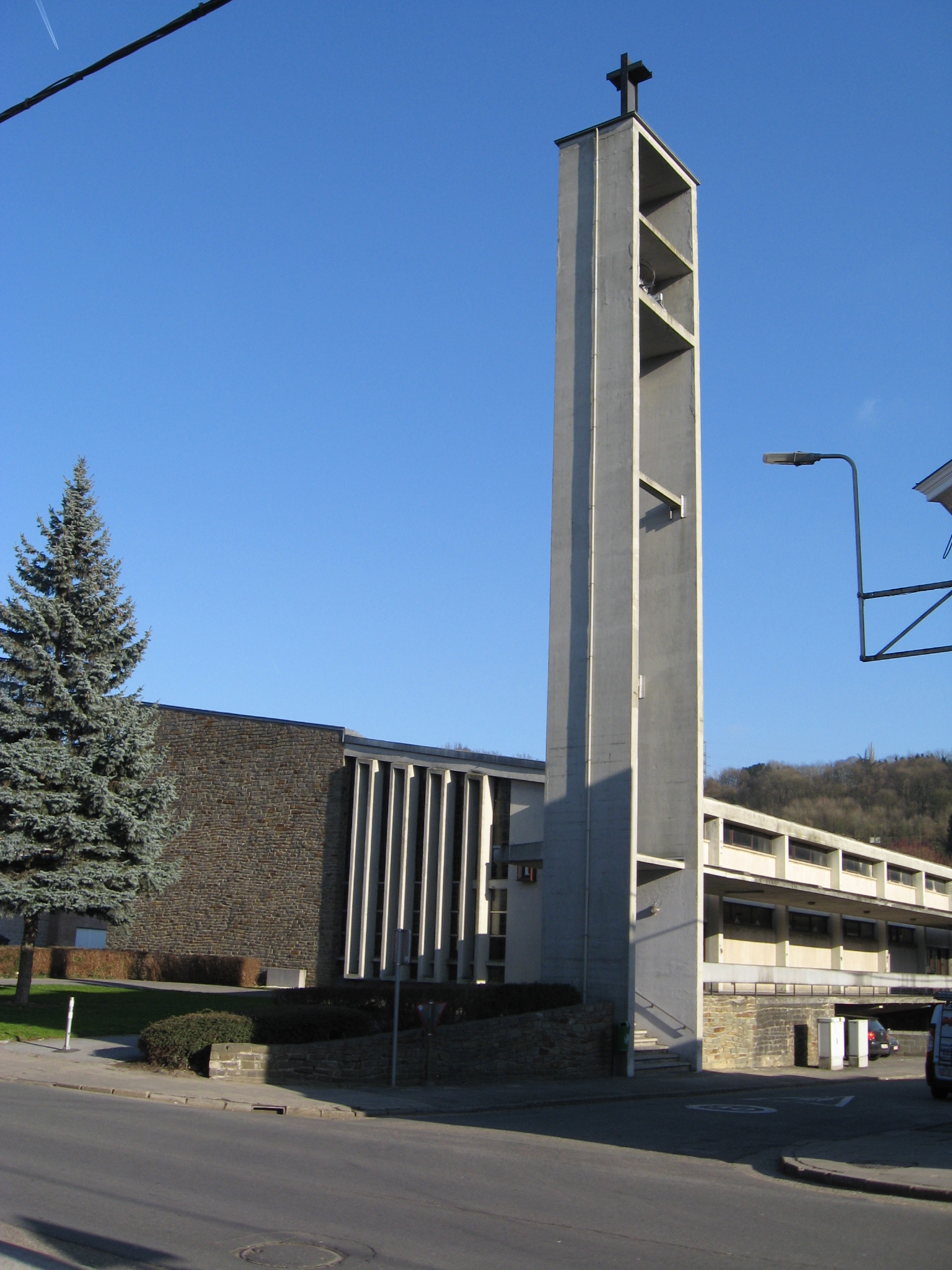
Onze-Lieve-Vrouwekerk

De Onze-Lieve-Vrouwekerk (Frans: Église Sainte Vierge Marie) is de parochiekerk van het tot de Belgische gemeente Chaudfontaine behorende dorp Vaux in de deelgemeente Vaux-sous-Chèvremont, gelegen aan de Rue de la Coopération 1.
Het betreft een doosvormig bouwwerk in modernistische stijl, vervaardigd van betonelementen en natuursteenblokken, en voorzien van een aangebouwde, open betonnen klokkentoren.
De kerk werd gebouwd van 1959-1968 naar ontwerp van Ch. Poncelet en J. Leenders.